# Wetzelstein

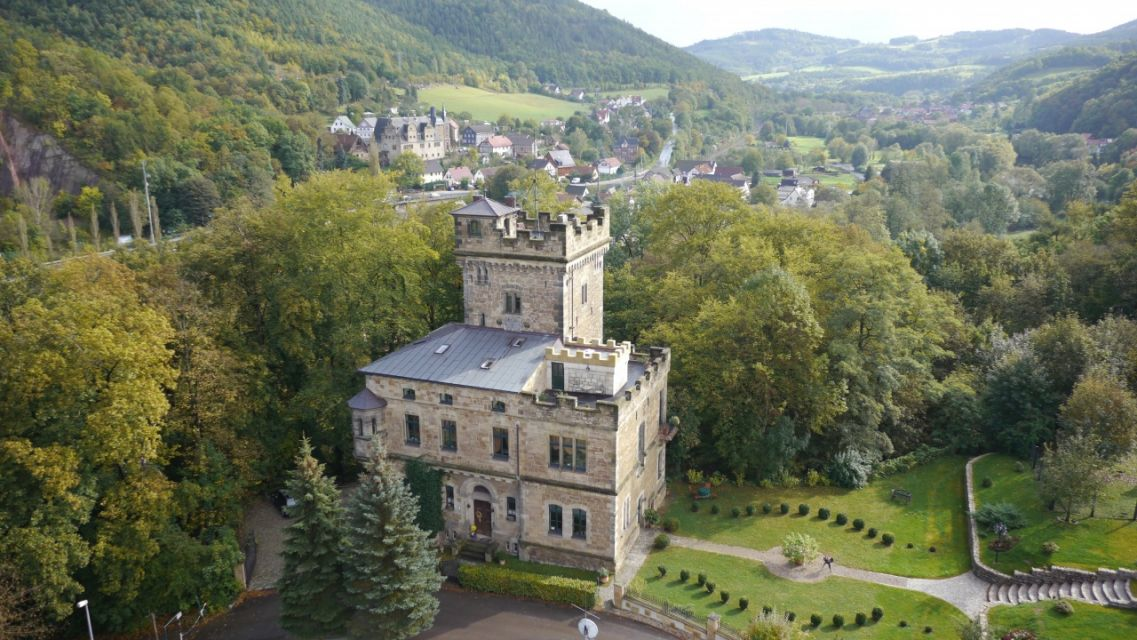
Schloss Wetzelstein, im Hintergrund das Schloss in Obernitz

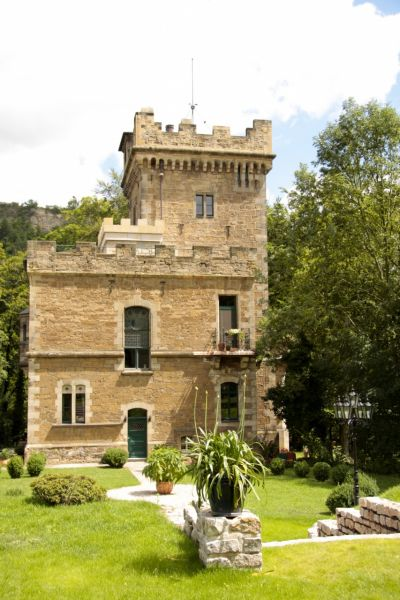
Wetzelstein von Süden

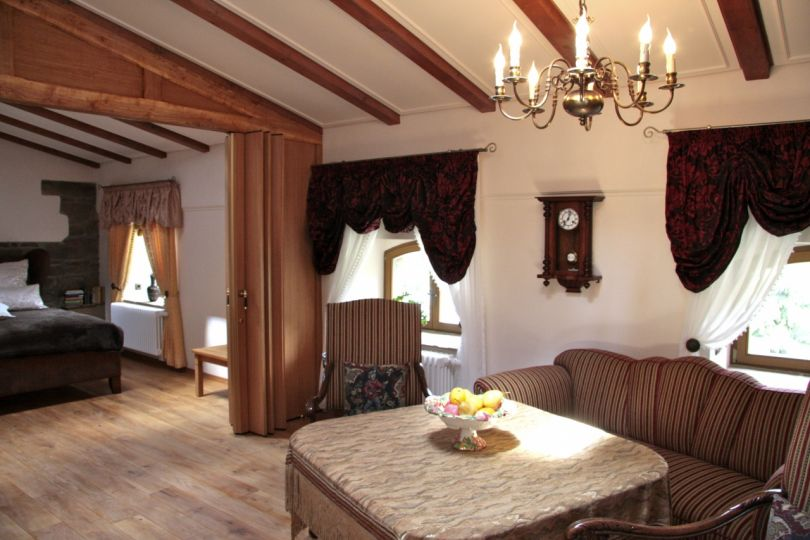
Zimmer im Altan

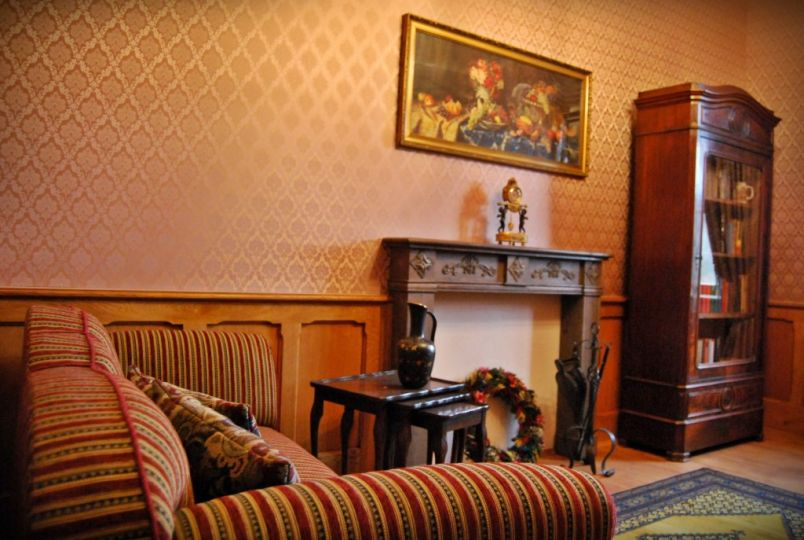
Die Parksuite

Wetzelstein ist eine denkmalgeschützte Villa im thüringischen Saalfeld.

## Geschichte
Bereits 1544 wurde im Saaletal ein Alaunwerk eröffnet. 1546 wurde eine Alaunhütte am Wetzelstein von Georgius Agricola beschrieben. Nach Hieronymus Völker waren diese Fregischen Alaun- und Vitriolwerke in unmittelbarer Nachbarschaft des Wetzelsteins. Diese Alaunhütte wechselte mehrfach den Besitzer, bis sie 1760 vom bedeutenden Leipziger Bankier und Kaufmann Christian Gottlob Frege, dem Stammvater einer der reichsten Bankiersfamilien der damaligen Zeit, erworben wurde. Die Familie Frege führte den Betrieb nur bis 1850 weiter, denn nach 1850 lösten allmählich chemische Gewinnungsmethoden Alaunschiefer als Quelle für Alaune ab. Es folgte der Verfall der Bergbauanlagen. 1874 erwarb Dr. Richard Woldemar Frege, Rittergutsbesitzer und Professor an der juristischen Fakultät Leipzig und Urenkel des Stammvaters Christian Gottlob Frege, ein älteres Anwesen am Wetzelstein. Hier am Steilufer der Saale, gegenüber der so genannten Bohlenwand (heute NSG und Nationaler Geotop) im Ortsteil Obernitz, ließ er von Constantin Lipsius 1878 bis 1880 ein kleines Schlösschen im neuromanischen Stil aus mächtigen Sand- und Bruchsteinquadern bauen, das er einschließlich des Grundstücks 1913 seiner neu gegründeten Stiftung vermachte, die ihren Sitz in Abtnaundorf (Leipzig) hatte. Die Bergwerksgrundstücke wurden am 29. März 1916 an seinen Sohn Dr. Arnold Woldemar von Frege-Weltzien verliehen und von diesem am 26. August 1916 für 5.000 Mark an die väterliche Stiftung verkauft. 1919 wurde der Verkauf des Anwesens beschlossen. Es bestand aus einem sechsstöckigen Turm mit Treppenhaus. Im Inneren waren ein Speisesaal, vier Herrschaftszimmer mit reicher Ausstattung, fünf Mansardenräume, eine Holzveranda mit verzinktem Boden und weitere Personalräume, Toilette, Küche, Waschraum und Kellerräume mit Gewölbe. Asphaltdächer bedeckten die beiden Seitenflügel und den mittleren Bau. In ihnen befanden sich Schlafräume, Bibliothek, Garderoberaum, Badezimmer und eine Toilette. Als Nebengebäude sind aufzuzählen: ein einstöckiges Stallgebäude aus Steinfachwerk, ein Holzstallgebäude, ein Eishaus sowie ein Gartenhaus. Hinzu kamen ein beheizbares Gewächshaus mit einem 11,5 m hohen Schornstein und verglaster Vorderfront. Wetzelstein war eingebettet in einen beachtenswerten Gehölz- und Parkbestand und verfügte zudem über umfangreiche Ländereien, Ackerflächen, landwirtschaftliche Flächen, Wiesen, Holzungen und Weiden; insgesamt etwa 3,8 ha.
Die Familie Frege nutzte Schloss Wetzelstein bis zum Verkauf 1921 als Sommersitz. Während dreijähriger Kaufverhandlungen im Lipsiushaus in Leipzig bei einer Sozietät, die mit dem Oberjustizrat Dr. Lohse, dem Justizrat Dr. C. Junck und dem Justizrat Dr. O. Verges besetzt war, wurde der Bad Blankenburger Immobilienhändler E. Macheleid beauftragt, in Saalfeld einen Interessenten zu suchen. Macheleid besaß Kenntnisse um die Situation der 1855 gegründeten, dem Wetzelstein unmittelbar benachbarten, Schokoladenfabrik Mauxion, in die der Kaufmann Ernst Hüther 1911 mit beträchtlichen Geldmitteln als geschäftsführender Gesellschafter eingetreten war, einschätzen zu können. Hüther hatte in der Pößnecker Schokoladenfabrik Berger die Kaufmannslehre absolviert und hatte anschließend Fachkenntnisse als Angestellter verschiedener Firmen der Süßwarenindustrie gesammelt. Mit diesen Vorkenntnissen konnte er nach sechs Jahren Tätigkeit bei Mauxion die Firma übernehmen, als die ehemaligen Miteigentümer, Gebrüder Mauxion, ausschieden. Am Wetzelstein hatten auch andere Interessenten Kauflust gezeigt, unter ihnen: ein Baron von Helldorf, eine Gräfin Erbach-Erbach, ein Major Freiherr von Rapport und ein Baron Freiherr von der March. Nach schleppenden Verhandlungen bot Hüther zunächst an, sich in der Übergangszeit bis zu einem gültigen Kaufvertrag mit einem Pacht- und Mietvertragsverhältnis zu begnügen, um der Stiftung Frege die dringend benötigten Geldmittel zur Verfügung zu stellen. Mit dem dann von der Stiftung vorgelegten Mietvertrag konnte sich Hüther jedoch nicht anfreunden. Während der gesamten Jahre 1920 und 1921 gingen dennoch die Verhandlungen weiter, im Mittelpunkt stand der Kaufpreis und die zu entrichtenden Steuern. Am 8. Dezember 1921 schließlich kam es zur Unterschrift eines Kaufvertrags.
Am 23. Februar 1922 überwies Ernst Hüther als neuer Eigentümer den Kaufpreis von 600.000 Mark an die Saalfelder Filiale der Bank für Thüringen. Seit 1922 haben mehrere Familien im Schloss gewohnt, nachdem zur Wohnraumschaffung verschiedene Umbauten durchgeführt waren. Hüther hatte auch vor, hier Beamten- und Angestellten-Wohnungen einzurichten; im Gartenhaus hatte er bereits mehrere Notwohnungen eingerichtet.
2000 wurde das Anwesen von einem privaten Investor erworben und bis 2011 als Wohnsitz und Hotel der gehobenen Klasse ausgebaut und eingerichtet. In diesen zehn Jahren wurde das Schloss komplett saniert und originalgetreu restauriert.
Das Schlösschen steht inmitten einer Parkanlage. Die darin befindliche Grotte legt Zeugnis des früheren Alaunschieferabbaus in Saalfeld ab.